# Gugești
Gugești est une commune roumaine située dans le județ de Vrancea.